# Ejt'ja
L'Ejt'ja (in russo Ейтья?) è un fiume della Siberia Occidentale, affluente di destra della Konda (bacino idrografico dell'Irtyš). Scorre nel Sovetskij rajon del Circondario autonomo degli Chanty-Mansi-Jugra, in Russia.
Il fiume scorre in direzione sud-orientale in una zona paludosa e passa dall'insediamento di tipo urbano di Pionerskij. La sua lunghezza è di 176 km e il suo bacino è di 1 220 km². Sfocia nella Konda a 892 km dalla foce.